# Conus austini
Conus austini é uma espécie de gastrópode do gênero Conus, pertencente à família Conidae.